# 鸦微缘吸虫
鸦微缘吸虫（学名：Microparyphium corvi）为棘口科微缘属的动物。分布于俄罗斯以及中国大陆的福建等地，营寄生生活，宿主小嘴乌鸦、乌鸦、大嘴乌鸦、鸢、喜鹊以及寄生于肠。